# Oscar Robertson
Oscar Palmer Robertson (Charlotte, Tennessee, 24 de novembre de 1938) és un basquetbolista estatunidenc retirat que va jugar als Cincinnati Royals i als Milwaukee Bucks en la posició de base. En les seves 14 temporades a l'NBA, fou escollit 12 vegades per l'All-Star, formà part 11 vegades de l'equip All-NBA i guanyà l'MVP de la temporada 1963-64. A la temporada 1961-62, la seva segona, es convertí en el primer jugador de la història de l'NBA en fer de mitjana un triple doble i a la temporada 1970-71 conduí els Bucks a guanyar el seu primer i únic títol.
Robertson ha entrat dues vegades al Basketball Hall of Fame: el 1980 per la seva carrera individual i el 2010 com a membre de l'equip olímpic dels EUA i president de l'associació de jugadors de l'NBA. El 1996, se'l votà com un dels 50 millors jugadors de la història de l'NBA.